# Musculus intertransversarius thoracis
A musculus intertransversarius thoracis egy izom az ember csigolyái között.

## Eredés, tapadás, elhelyezkedés
A hátcsigolyák között találhatók. A processus transversus vertebrae-ről erednek és a felettük levő csigolya processus transversus vertebrae-hez tapad.

## Funkció
Hajlítja a törzset.

## Beidegzés
A ramus anterior nervi spinalis idegzi be.

## Külső hivatkozások
- Kép, leírás
- Leírás